# Hollywood Rose
Hollywood Rose és un grup de hard rock fundat pel cantant Axl Rose, després de deixar LA Guns, i els guitarristes Izzy Stradlin i Chris Weber de Los Angeles el 1983. La resta de l'alineació es va completar amb Steve Darrow i Johnny Kreis. La banda potser és més coneguda arran de la fusió amb LA Guns per formar Guns N' Roses el 1985. En Slash va substituir en Weber després que fos acomiadat per Axl Rose i Steven Adler també va entrar a la banda.
Chris Weber va reformar la banda el 2007.

## Membres de la banda

### Formació actual
- Jimmy Swan - Veu
- Chris Weber - Guitarra
- Matt Beal - Guitarra rítmica
- Donny Brook - Baix
- Kaptain - Bateria

### Formació original
- Axl Rose - Veu
- Izzy Stradlin - Guitarra rítmica
- Johnny Kreis - Bateria
- Chris Weber - Guitarra
- Rick Mars - Baix